# بولگارت، استرالیای غربی
بولگارت (به انگلیسی: Bolgart) یک شهرک در استرالیا است که در استرالیای غربی واقع شده‌است.